# Pericallimyia perlata
Pericallimyia perlata är en tvåvingeart som först beskrevs av Walker 1861.  Pericallimyia perlata ingår i släktet Pericallimyia och familjen spyflugor. Inga underarter finns listade i Catalogue of Life.